# Rauheck (Allgäuer Alpen)
Das Rauheck (auch Rauhegg oder Rauegg) ist ein 2385 m ü. A. hoher Berg in den Allgäuer Alpen in der Nähe von Oberstdorf. Über den Gipfel verläuft die Grenze zwischen Deutschland und Österreich.

## Besteigung
Der Gipfel ist auf vier Wegen zu erreichen. Der Aufstieg kann über
- das Oytal über den Alpelsattel,
- das Dietersbachtal, ebenfalls über den Alpelsattel,
- den Eissee oberhalb der Käseralp

und
- das Kreuzeck

erfolgen.

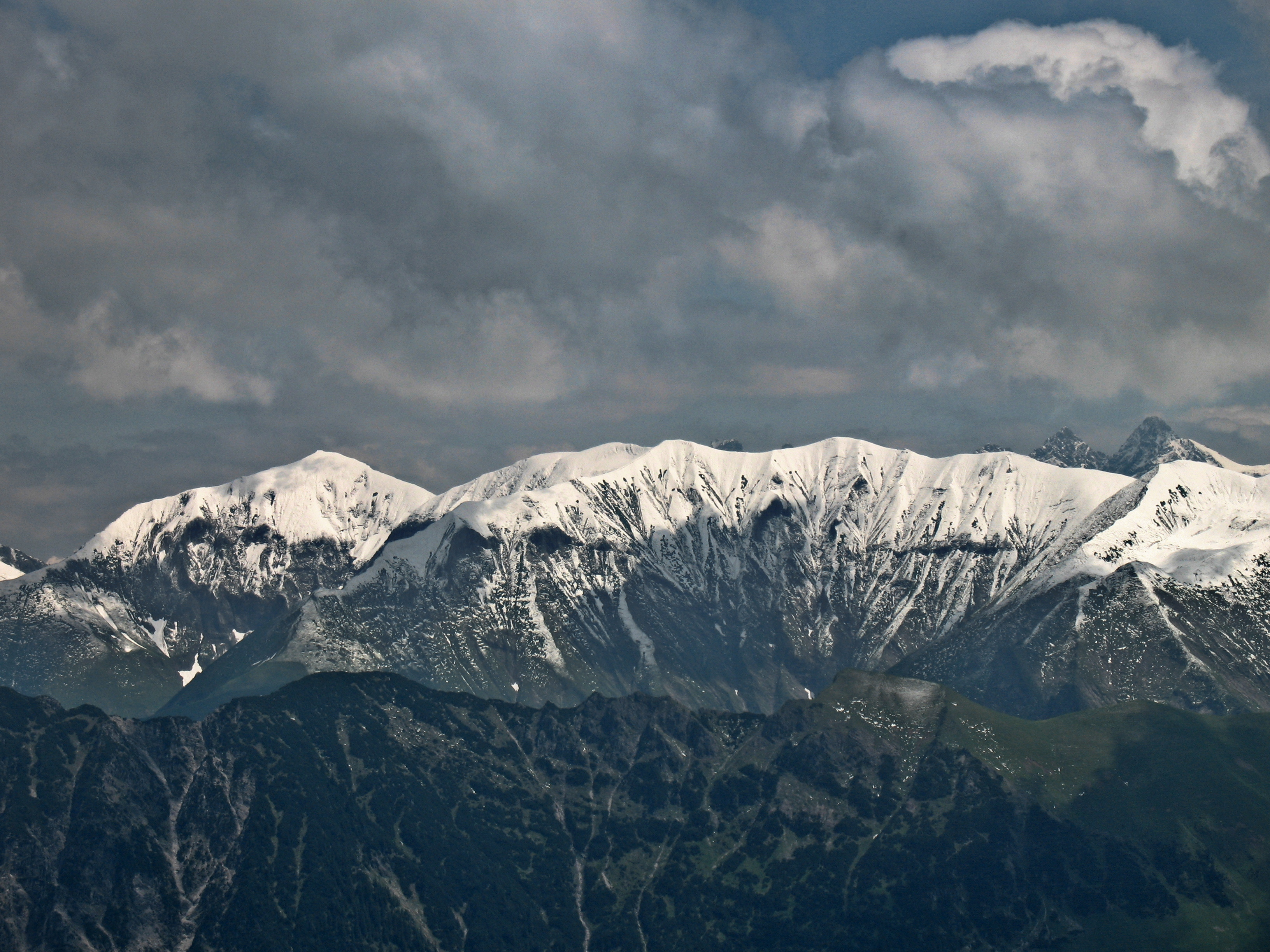
Rauheck-Kreuzeck-Kamm vom Fellhorn-Gebiet